# II век
II (второ́й) век  по юлианскому календарю — век с 1 января 101 года по 31 декабря 200 года. Это 2-й век 1-го тысячелетия.  Закончился 1825 лет назад.
Считается частью античности.
В начале века Римская империя достигает наибольшего расширения при императоре Траяне, но после его смерти переходит к оборонительной стратегии, которой придерживается всё оставшееся время вплоть до своего падения. В правление Пяти хороших императоров империя процветает. В правление Адриана евреи изгоняются из Иерусалима после восстания Бар-Кохбы. В последнюю четверть века период относительного мира и процветания завершается со смертью Марка Аврелия, последнего из Пяти хороших императоров, и воцарением его неспособного и психически неуравновешенного сына Коммода.
В первой половине века китайское государство при династии Хань распространяет своё влияние на Центральную Азию, однако во второй половине усиливается коррупция и вспыхивает открытое восстание, что в 220 году приводит к падению империи.

## События

### Начало II века
- Буддийский патриарх и поэт Ашвагхоша написал «Буддачариту» на санскрите.

### Середина II века
- Римской империи приходится вести войну с аланами.
- Первая апология христианства. Создана Аристидом Афинским.
- Христианский писатель Герма (один из Апостольских отцов), брат папы Пия I. Автор «Пастыря».
- «Второе послание Климента».
- Территории Западного края окончательно отпадают от Китая.
- Около 150 года — строительство пирамиды Солнца в Теотиуакане.

### Конец II века
- Антонинова чума (165—180).
- Фуюйцы несколько раз вторгались в Ляодун. Разбиты Таншихаем.
- Возникновение в дельте Иравади монского государства Пегу. Борьба Проме и Пегу.
- Индианизированное государство Кантхара (Южный Вьетнам).
- Начало набегов индонезийцев на побережье Южного Китая и Индокитая.
- Расцвет культуры Моче на северном побережье Перу.
- При короле Бериге готы переправились через Балтийское море и заняли низовья Вислы, на острове Скандза (Иордан именует эту область Готискандза)

### II—III века
- В результате нашествия с побережья Северного и Балтийского морей готов и ругов в Причерноморье образовалась черняховская культура (на рубеже II—IV века).
- Династия Шри-Мара в Чампе. Завоевательные войны в Северном Чунгбо.
- Упадок Эль-Мирадора, крупнейшего города майя доклассической эпохи.

## Личности
- Авидий Кассий — римский полководец, политик.
- Марк Аврелий — римский император из династии Антонинов.
- Адриан, Элий — римский император, родоначальник династии Антонинов.